# Časlav Klonimirović
Časlav fue rey de los serbios entre 933 y 960, tras arrebatar el dominio de las tribus serbias a los búlgaros. Concluyó una confederación con los jefes tribales del este bosnio y de los principados de la actual Herzegovina, en la costa meridional de Dalmacia (Zachlumia, Zahumlje; Pagania, Paganija; Travunia, Trevinje; Zeta/Doclea, Duklja y Rascia, Raška). Luchó con éxito contra los magiares, que habían cruzado los Cárpatos, y devastó Europa Central. Es recordado, junto a su predecesor, Vlastimir, como fundador de la Serbia medieval.

## Primeros años
Časlav nació antes de 896 en Preslav, la capital del Primer Imperio búlgaro y fue educado en la corte de Simeón I. Su padre era Klonimir, miembro de la Casa de Vlastimirović.
En 924, fue enviado a Serbia con un gran ejército búlgaro. El ejército arrasó gran parte de Serbia y obligó a Zacarías Pribislavljević, entonces príncipe de Serbia, a huir a Croacia. Simeón convocó a los duques serbios para que rindiesen homenaje al nuevo príncipe, pero en lugar de instalar a Časlav, les hizo cautivos, y se anexionó Serbia. Por entonces, reinaba en Croacia Tomislav, el monarca más poderoso de la historia croata.

## Reinado
El gobierno búlgaro no era popular y muchos serbios huyeron a Croacia y a Bizancio. Tras la muerte de Simeón (927), Časlav volvió a Serbia, encontrando apoyo popular, y restauró el estado, con lo que muchos exiliados volvieron. Inmediatamente se sometió al soberano bizantino Romano I, del que obtuvo apoyo diplomático y financiero. Mantuvo estrechas relaciones con Bizancio durante todo su reinado. En particular, la influencia de la Iglesia bizantina aumentó grandemente en Serbia, así como la ortodoxa de Bulgaria.
Amplió Serbia, uniendo a las tribus de Bosnia, Herzegovina, la Antigua Serbia y Montenegro e incorporando Zeta, Pagania, Zahumlia, Travunia, Konavle y Rascia a sus dominios. Se apoderó de las tierras de Miguel de Zahumlia, que desapareció de las fuentes en 925.

## Guerra con los magiares y muerte

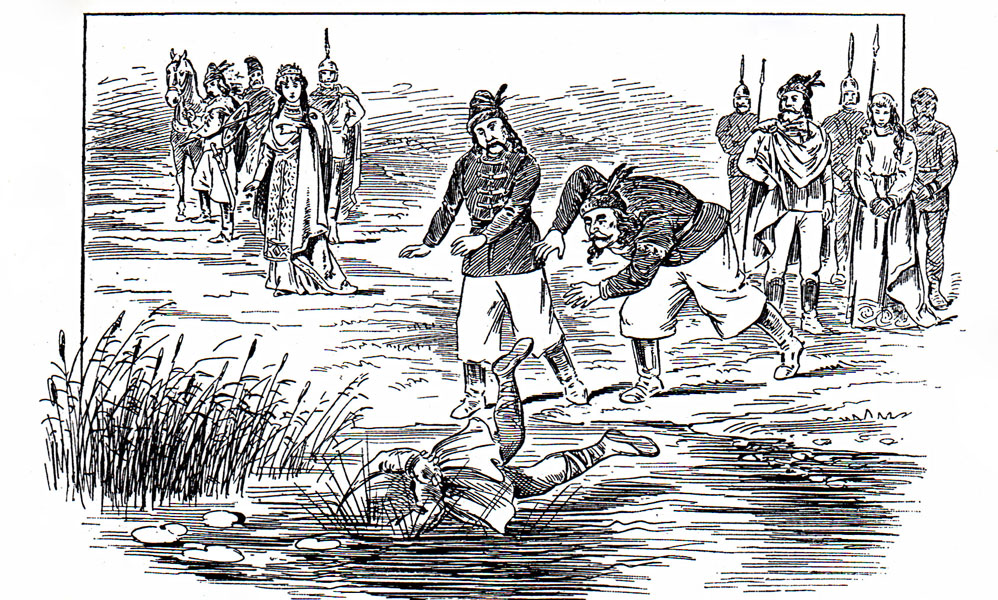
Ejecución de Časlav.

Los magiares se habían asentado en la cuenca de los Cárpatos en 895. Durante las guerras búlgaro-bizantinas, el emperador León VI los había empleado contra los búlgaros en 894. En los años siguientes, los magiares se concentraron en las tierras al oeste de su reino. En 934 y 943, irrumpieron en los Balcanes y en la Tracia bizantina.
Luego, invadieron Bosnia, y Časlav se les enfrentó en las orillas del río Drina y los derrotó con contundencia. Sin embargo, los magiares volvieron con otro ejército para vengarse, y sorprendieron a Časlav en Sirmia; lo capturaron, y lo arrojaron al río Sava, junto con sus parientes masculinos. Estos acontecimientos se datan aproximadamente alrededor de 960, ya que no son mencionados en De Administrando Imperio.
Tras la muerte de Časlav, el reino se desmoronó: los nobles se adueñaron de las provincias y cesó toda información escrita sobre la primera dinastía serbia.